# Buke and Gase
I Buke and Gase (prima noti come Buke and Gass) sono un duo musicale indie pop statunitense formatosi a Brooklyn nel 2008. Composti da Arone Dyer e Aron Sanchez, sono noti per il loro utilizzo di strumenti di loro invenzione come "toe-bourine;" il "buke," un ukulele baritono a sei corde; e il "gase," un ibrido tra chitarra e basso.

## Discografia

### LP
- Riposte (2010)
- General Dome (2013)
- Scholars (2019)

### EP
- +/- (2008)
- Function Falls (2012)
- Arone vs. Aron (2017)